# Illa de Toralla

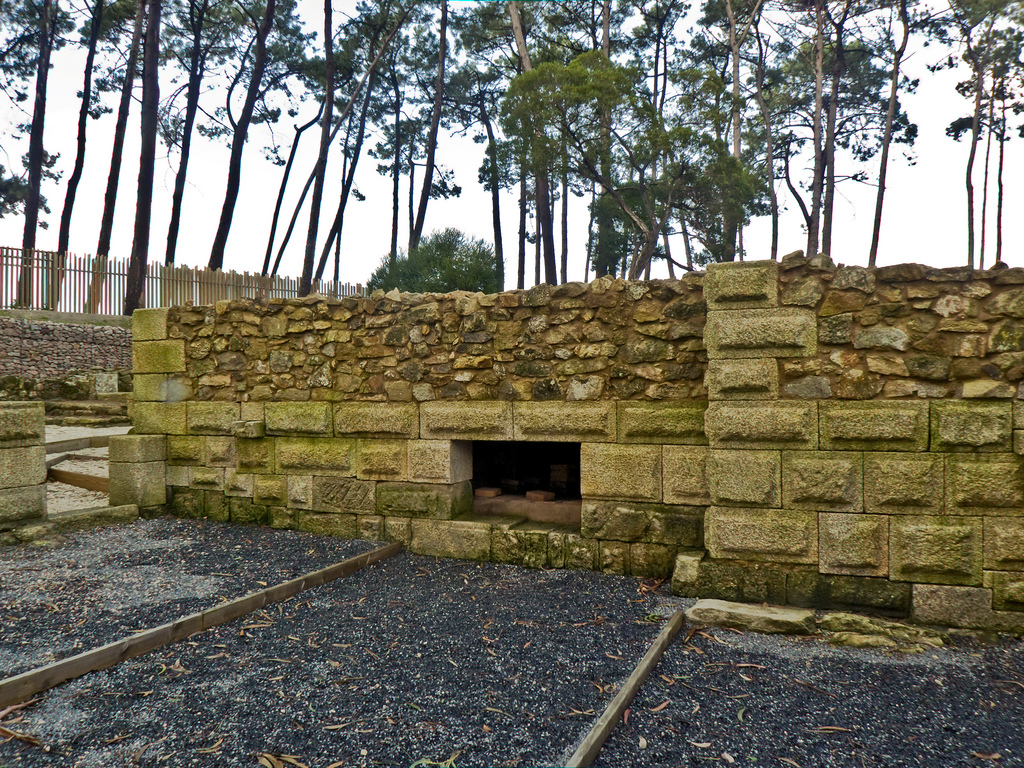
Vila romana i salines

Toralla és una petita illa situada en la costa sud de la ria de Vigo (Galícia), a uns 200 metres de la platja d'O Vao. Té una extensió de 10,6 hectàrees. El 2009 tenia 135 habitants, dels quals 76 són homes i 59 dones.
Està urbanitzada, i està comunicada amb la costa viguesa per un pont d'ús públic. La urbanització incontrolada de l'illa des dels anys 60 ha destruït el seu patrimoni natural i cultural. Dins d'aquest últim s'inclou un important castro de l'Edat del Ferro, amb proves de comerç mediterrani, i una necròpoli romana. En ella s'hi aixoplugà el dirigent socialista gallec Apolinar Torres López abans de ser capturat per les tropes franquistes.
L'illa apareix en la novel·la Ollos de auga de Domingo Villar, originalment escrita en gallec. En un dels apartaments de la torre que hi ha a l'illa apareix mort un saxofonista anomenat Luis Reigosa i l'inspector Caldas, protagonista de la novel·la, es desplaça allí per iniciar la investigació. L'inspector pensa que els sis-cents apartaments de la torre de Toralla eren un mos molt llaminer com per a no permetre un atemptat urbanístic.